# Manor Solomon
Manor Solomon (en hébreu : מנור סולומון), né le 24 juillet 1999 à Kfar Saba (Israël), est un footballeur international israélien, qui évolue au poste d'ailier gauche ou de milieu offensif à Tottenham Hotspur.

## Biographie

### Carrière en club
Le 26 novembre 2016, il joue son premier match avec le Maccabi Petach-Tikva contre l'Hapoël Haïfa en Ligat HaAI (défaite 2-1 au Stade Sammy-Ofer).
Le 28 janvier 2017, Solomon marque son premier but avec le Maccabi Petach-Tikva contre le Beni Yehoudah (victoire 2-0).

#### Chaktar Donetsk (2019-2023)
En 2019, Manor Salomon signe un contrat pour le club ukrainien du Shakhtar Donetsk.

#### Tottenham Hotspur (depuis 2023-)
Le 11 juillet 2023, Tottenham Hotspur annonce la signature de Manor Solomon pour un contrat de 5 ans.
Le 5 octobre 2023, Tottenham annonce une blessure de Solomon à l'entraînement au niveau du ménisque du genou droit nécessitant une intervention chirurgicale. Sa blessure l'écarte finalement des terrains pour le reste de la saison 2023-2024.

#### Leeds United (2024-)
Le 27 août 2024, Solomon signe un contrat d'une saison au Leeds United sous forme de prêt sans option d'achat,.

### Carrière en sélection
Manor Solomon est régulièrement sélectionné dans les équipes nationales de jeunes, des moins de 16 ans jusqu'aux espoirs.
En 2017, Solomon est convoqué à deux reprises par le sélectionneur de l'équipe d'Israël, Elisha Levy (en), mais sans entrer en jeu. L'attaquant fait finalement ses débuts avec son pays l'année suivante.

## Palmarès

### En club
- Leeds United
  - Champion de Championship en 2025